# Mistrovství světa v orientačním běhu 2013
30. Mistrovství světa v orientačním běhu proběhlo ve dnech 7. — 13. července 2013. Mistrovství světa hostilo Finsko s hlavním centrem v lyžařském středisku Vuokatti, jež leží poblíž městečka Sotkamo ve finském regionu Kainuu. 

## Program závodů
Program Mistrovství světa byl zveřejněn v souladu s Pravidly IOF v Bulletinu číslo dva :
| Den          | Závod                | Centrum závodu |
| ------------ | -------------------- | -------------- |
| 7. červenec  | Kvalifikace – Long   | Tipasoja       |
| 8. červenec  | Kvalifikace – Sprint | Vuokatti       |
| 8. červenec  | Finále - Sprint      | Sotkamo        |
| 9. červenec  | Finále – Long        | Tipasoja       |
| 11. červenec | Kvalifikace – Middle | Vuokatti       |
| 12. červenec | Finále – Middle      | Vuokatti       |
| 13. červenec | Finále – Štafety     | Vuokatti       |

## Závod ve sprintu

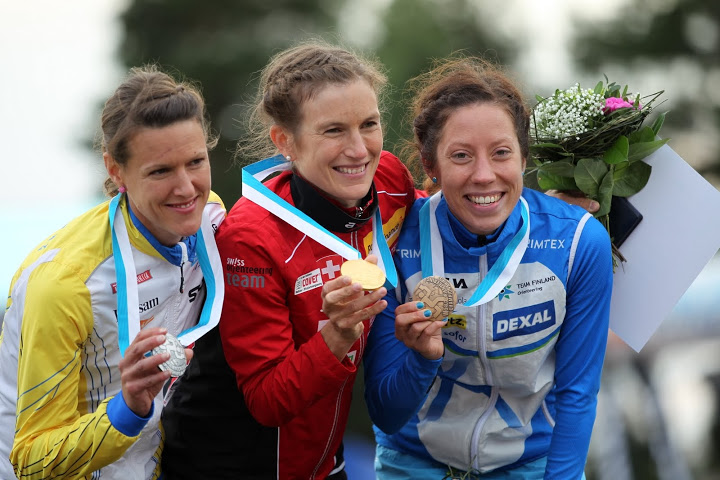
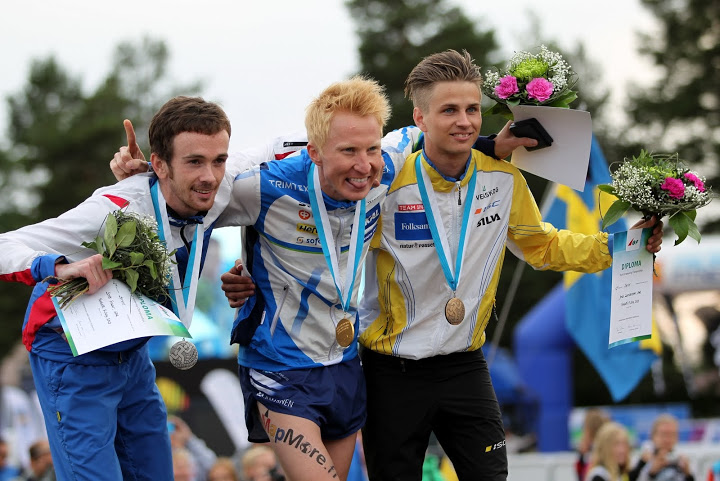

### Výsledky sprintu
| Muži                                                                 | Muži                                                                 | Muži                                                                 | Muži                                                                 | Muži                                                                 | Ženy                                                                 | Ženy                                                                 | Ženy                                                                 | Ženy                                                                 | Ženy                                                                 |
| -------------------------------------------------------------------- | -------------------------------------------------------------------- | -------------------------------------------------------------------- | -------------------------------------------------------------------- | -------------------------------------------------------------------- | -------------------------------------------------------------------- | -------------------------------------------------------------------- | -------------------------------------------------------------------- | -------------------------------------------------------------------- | -------------------------------------------------------------------- |
| - 3,9 km, 24 kontrol, 69m převýšení - mapa: Sotkamo 1 : 4000 E 2,5 m | - 3,9 km, 24 kontrol, 69m převýšení - mapa: Sotkamo 1 : 4000 E 2,5 m | - 3,9 km, 24 kontrol, 69m převýšení - mapa: Sotkamo 1 : 4000 E 2,5 m | - 3,9 km, 24 kontrol, 69m převýšení - mapa: Sotkamo 1 : 4000 E 2,5 m | - 3,9 km, 24 kontrol, 69m převýšení - mapa: Sotkamo 1 : 4000 E 2,5 m | - 3,4 km, 21 kontrol, 50m převýšení - mapa: Sotkamo 1 : 4000 E 2,5 m | - 3,4 km, 21 kontrol, 50m převýšení - mapa: Sotkamo 1 : 4000 E 2,5 m | - 3,4 km, 21 kontrol, 50m převýšení - mapa: Sotkamo 1 : 4000 E 2,5 m | - 3,4 km, 21 kontrol, 50m převýšení - mapa: Sotkamo 1 : 4000 E 2,5 m | - 3,4 km, 21 kontrol, 50m převýšení - mapa: Sotkamo 1 : 4000 E 2,5 m |
| Umístění                                                             | Země                                                                 | Jméno                                                                | Čas                                                                  | Ztráta                                                               | Umístění                                                             | Země                                                                 | Jméno                                                                | Čas                                                                  | Ztráta                                                               |
|                                                                      | Finsko                                                               | Mårten Boström                                                       | 14:19,6                                                              |                                                                      |                                                                      | Švýcarsko                                                            | Simone Niggli-Luderová                                               | 14:10,6                                                              |                                                                      |
|                                                                      | Velká Británie                                                       | Scott Fraser                                                         | 14:36,7                                                              | +0:17,1                                                              |                                                                      | Švédsko                                                              | Annika Billstamová                                                   | 14:18,7                                                              | +0:08,1                                                              |
|                                                                      | Švédsko                                                              | Jonas Leandersson                                                    | 14:37,8                                                              | +0:18,2                                                              |                                                                      | Finsko                                                               | Venla Niemiová                                                       | 14:48,5                                                              | +0:37,9                                                              |
| 4.                                                                   | Švýcarsko                                                            | Fabian Hertner                                                       | 14:41,3                                                              | +0:21,7                                                              | 4.                                                                   | Dánsko                                                               | Maja Almová                                                          | 14:53,0                                                              | +0:42,4                                                              |
| 5.                                                                   | Švýcarsko                                                            | Matthias Kyburz                                                      | 14:45,8                                                              | +0:26,2                                                              | 5.                                                                   | Velká Británie                                                       | Tessa Hillová                                                        | 14:58,2                                                              | +0:47,6                                                              |
| 6.                                                                   | Dánsko                                                               | Rasmus Thrane Hansen                                                 | 14:47,3                                                              | +0:27,7                                                              | 6.                                                                   | Rusko                                                                | Galina Vinogradovová                                                 | 15:04,3                                                              | +0:53,7                                                              |
| Oficiální výsledky : muži a ženy                                     |                                                                      |                                                                      |                                                                      |                                                                      |                                                                      |                                                                      |                                                                      |                                                                      |                                                                      |

## Závod na krátké trati (Middle)

### Výsledky závodu na krátké trati (Middle)
| Muži                                                                        | Muži                                                                        | Muži                                                                        | Muži                                                                        | Muži                                                                        | Ženy                                                                        | Ženy                                                                        | Ženy                                                                        | Ženy                                                                        | Ženy                                                                        |
| --------------------------------------------------------------------------- | --------------------------------------------------------------------------- | --------------------------------------------------------------------------- | --------------------------------------------------------------------------- | --------------------------------------------------------------------------- | --------------------------------------------------------------------------- | --------------------------------------------------------------------------- | --------------------------------------------------------------------------- | --------------------------------------------------------------------------- | --------------------------------------------------------------------------- |
| - 6,3 km, 19 kontrol, 245m převýšení - mapa: Vuokatti Keima 1 : 10000 E 5 m | - 6,3 km, 19 kontrol, 245m převýšení - mapa: Vuokatti Keima 1 : 10000 E 5 m | - 6,3 km, 19 kontrol, 245m převýšení - mapa: Vuokatti Keima 1 : 10000 E 5 m | - 6,3 km, 19 kontrol, 245m převýšení - mapa: Vuokatti Keima 1 : 10000 E 5 m | - 6,3 km, 19 kontrol, 245m převýšení - mapa: Vuokatti Keima 1 : 10000 E 5 m | - 5,1 km, 15 kontrol, 195m převýšení - mapa: Vuokatti Keima 1 : 10000 E 5 m | - 5,1 km, 15 kontrol, 195m převýšení - mapa: Vuokatti Keima 1 : 10000 E 5 m | - 5,1 km, 15 kontrol, 195m převýšení - mapa: Vuokatti Keima 1 : 10000 E 5 m | - 5,1 km, 15 kontrol, 195m převýšení - mapa: Vuokatti Keima 1 : 10000 E 5 m | - 5,1 km, 15 kontrol, 195m převýšení - mapa: Vuokatti Keima 1 : 10000 E 5 m |
| Umístění                                                                    | Země                                                                        | Jméno                                                                       | Čas                                                                         | Ztráta                                                                      | Umístění                                                                    | Země                                                                        | Jméno                                                                       | Čas                                                                         | Ztráta                                                                      |
|                                                                             | Rusko                                                                       | Leonid Novikov                                                              | 37:45                                                                       |                                                                             |                                                                             | Švýcarsko                                                                   | Simone Niggli-Luderová                                                      | 35:25                                                                       |                                                                             |
|                                                                             | Francie                                                                     | Thierry Gueorgiou                                                           | 37:54                                                                       | +0:09                                                                       |                                                                             | Švédsko                                                                     | Tove Alexanderssonová                                                       | 37:10                                                                       | +1:45                                                                       |
|                                                                             | Švédsko                                                                     | Gustav Bergman                                                              | 38:21                                                                       | +0:36                                                                       |                                                                             | Finsko                                                                      | Merja Rantanenová                                                           | 37:59                                                                       | +2:34                                                                       |
| 4.                                                                          | Švýcarsko                                                                   | Matthias Kyburz                                                             | 39:08                                                                       | +1:23                                                                       | 4.                                                                          | Finsko                                                                      | Minna Kauppiová                                                             | 38:39                                                                       | +3:14                                                                       |
| 5.                                                                          | Švýcarsko                                                                   | Fabian Hertner                                                              | 39:16                                                                       | +1:31                                                                       | 5.                                                                          | Rusko                                                                       | Irina Nybergová                                                             | 38:45                                                                       | +3:20                                                                       |
| 5.                                                                          | Švýcarsko                                                                   | Daniel Hubmann                                                              | 39:16                                                                       | +1:31                                                                       | 6.                                                                          | Švédsko                                                                     | Annika Billstamová                                                          | 38:49                                                                       | +3:24                                                                       |
| Oficiální výsledky : muži a ženy                                            |                                                                             |                                                                             |                                                                             |                                                                             |                                                                             |                                                                             |                                                                             |                                                                             |                                                                             |

## Závod na klasické trati (Long)

### Výsledky závodu na klasické trati (Long)
| Muži                                                                           | Muži                                                                           | Muži                                                                           | Muži                                                                           | Muži                                                                           | Ženy                                                                           | Ženy                                                                           | Ženy                                                                           | Ženy                                                                           | Ženy                                                                           |
| ------------------------------------------------------------------------------ | ------------------------------------------------------------------------------ | ------------------------------------------------------------------------------ | ------------------------------------------------------------------------------ | ------------------------------------------------------------------------------ | ------------------------------------------------------------------------------ | ------------------------------------------------------------------------------ | ------------------------------------------------------------------------------ | ------------------------------------------------------------------------------ | ------------------------------------------------------------------------------ |
| - 19,8 km, 33 kontrol, 610m převýšení - mapa: Tipasoja Kumpula 1 : 15000 E 5 m | - 19,8 km, 33 kontrol, 610m převýšení - mapa: Tipasoja Kumpula 1 : 15000 E 5 m | - 19,8 km, 33 kontrol, 610m převýšení - mapa: Tipasoja Kumpula 1 : 15000 E 5 m | - 19,8 km, 33 kontrol, 610m převýšení - mapa: Tipasoja Kumpula 1 : 15000 E 5 m | - 19,8 km, 33 kontrol, 610m převýšení - mapa: Tipasoja Kumpula 1 : 15000 E 5 m | - 13,9 km, 23 kontrol, 440m převýšení - mapa: Tipasoja Kumpula 1 : 15000 E 5 m | - 13,9 km, 23 kontrol, 440m převýšení - mapa: Tipasoja Kumpula 1 : 15000 E 5 m | - 13,9 km, 23 kontrol, 440m převýšení - mapa: Tipasoja Kumpula 1 : 15000 E 5 m | - 13,9 km, 23 kontrol, 440m převýšení - mapa: Tipasoja Kumpula 1 : 15000 E 5 m | - 13,9 km, 23 kontrol, 440m převýšení - mapa: Tipasoja Kumpula 1 : 15000 E 5 m |
| Umístění                                                                       | Země                                                                           | Jméno                                                                          | Čas                                                                            | Ztráta                                                                         | Umístění                                                                       | Země                                                                           | Jméno                                                                          | Čas                                                                            | Ztráta                                                                         |
|                                                                                | Francie                                                                        | Thierry Gueorgiou                                                              | 1:41:39                                                                        |                                                                                |                                                                                | Švýcarsko                                                                      | Simone Niggli-Luderová                                                         | 1:20:02                                                                        |                                                                                |
|                                                                                | Finsko                                                                         | Jani Lakanen                                                                   | 1:42:57                                                                        | +1:18                                                                          |                                                                                | Švédsko                                                                        | Tove Alexanderssonová                                                          | 1:23:01                                                                        | +2:59                                                                          |
|                                                                                | Lotyšsko                                                                       | Edgars Bertuks                                                                 | 1:43:26                                                                        | +1:50                                                                          |                                                                                | Švédsko                                                                        | Lena Eliassonová                                                               | 1:23:08                                                                        | +3:06                                                                          |
| 4.                                                                             | Rusko                                                                          | Dmitrij Cvetkov                                                                | 1:43:43                                                                        | +2:04                                                                          | 4.                                                                             | Finsko                                                                         | Minna Kauppiová                                                                | 1:23:44                                                                        | +3:42                                                                          |
| 5.                                                                             | Norsko                                                                         | Magne Dæhli                                                                    | 1:43:57                                                                        | +2:18                                                                          | 5.                                                                             | Rusko                                                                          | Taťána Rjabkinová                                                              | 1:23:45                                                                        | +3:43                                                                          |
| 6.                                                                             | Švýcarsko                                                                      | Matthias Merz                                                                  | 1:44:20                                                                        | +2:41                                                                          | 6.                                                                             | Finsko                                                                         | Anni-Maija Finckeová                                                           | 1:25:51                                                                        | +5:49                                                                          |
| Oficiální výsledky : muži a ženy                                               |                                                                                |                                                                                |                                                                                |                                                                                |                                                                                |                                                                                |                                                                                |                                                                                |                                                                                |

## Štafetový závod

### Výsledky štafetového závodu
| Muži                                                                                                | Muži                                                                                                | Muži                                                                                                | Muži                                                                                                | Muži                                                                                                | Ženy                                                                                                | Ženy                                                                                                | Ženy                                                                                                | Ženy                                                                                                | Ženy                                                                                                |
| --------------------------------------------------------------------------------------------------- | --------------------------------------------------------------------------------------------------- | --------------------------------------------------------------------------------------------------- | --------------------------------------------------------------------------------------------------- | --------------------------------------------------------------------------------------------------- | --------------------------------------------------------------------------------------------------- | --------------------------------------------------------------------------------------------------- | --------------------------------------------------------------------------------------------------- | --------------------------------------------------------------------------------------------------- | --------------------------------------------------------------------------------------------------- |
| - 1. úsek: 5,2 km, - 2. úsek: 5,2 km, - 3. úsek: 5,6 km, - mapa: Vuokatti-Puoliväli 1: 10 000 E 5 m | - 1. úsek: 5,2 km, - 2. úsek: 5,2 km, - 3. úsek: 5,6 km, - mapa: Vuokatti-Puoliväli 1: 10 000 E 5 m | - 1. úsek: 5,2 km, - 2. úsek: 5,2 km, - 3. úsek: 5,6 km, - mapa: Vuokatti-Puoliväli 1: 10 000 E 5 m | - 1. úsek: 5,2 km, - 2. úsek: 5,2 km, - 3. úsek: 5,6 km, - mapa: Vuokatti-Puoliväli 1: 10 000 E 5 m | - 1. úsek: 5,2 km, - 2. úsek: 5,2 km, - 3. úsek: 5,6 km, - mapa: Vuokatti-Puoliväli 1: 10 000 E 5 m | - 1. úsek: 4,2 km, - 2. úsek: 4,2 km, - 3. úsek: 4,4 km, - mapa: Vuokatti-Puoliväli 1: 10 000 E 5 m | - 1. úsek: 4,2 km, - 2. úsek: 4,2 km, - 3. úsek: 4,4 km, - mapa: Vuokatti-Puoliväli 1: 10 000 E 5 m | - 1. úsek: 4,2 km, - 2. úsek: 4,2 km, - 3. úsek: 4,4 km, - mapa: Vuokatti-Puoliväli 1: 10 000 E 5 m | - 1. úsek: 4,2 km, - 2. úsek: 4,2 km, - 3. úsek: 4,4 km, - mapa: Vuokatti-Puoliväli 1: 10 000 E 5 m | - 1. úsek: 4,2 km, - 2. úsek: 4,2 km, - 3. úsek: 4,4 km, - mapa: Vuokatti-Puoliväli 1: 10 000 E 5 m |
| Umístění                                                                                            | Země                                                                                                | Jméno                                                                                               | Čas                                                                                                 | Ztráta                                                                                              | Umístění                                                                                            | Země                                                                                                | Jméno                                                                                               | Čas                                                                                                 | Ztráta                                                                                              |
| | Rusko                                                                                               | 1. Leonid Novikov 2. Valentin Novikov 3. Dmitrij Cvetkov                                            | 1:41:47                                                                                             | | | Norsko                                                                                              | 1. Heidi Bagstevoldová 2. Mari Fastingová 3. Anne Margrethe Hausken Nordbergová                     | 1:37:53                                                                                             | |
| | Švédsko                                                                                             | 1. Anders Holmberg 2. Peter Öberg 3. Gustav Bergman                                                 | 1:42:37                                                                                             | +0:50                                                                                               | | Finsko                                                                                              | 1. Venla Niemiová 2. Anni-Maija Finckeová 3. Minna Kauppiová                                        | 1:39:07                                                                                             | +1:14                                                                                               |
| | Ukrajina                                                                                            | 1. Pavlo Ushkvarok 2. Oleksandr Kratov 3. Denys Shcherbakov                                         | 1:42:55                                                                                             | +1:08                                                                                               | | Švýcarsko                                                                                           | 1. Sara Luescherová 2. Judith Wyderová 3. Simone Niggli-Luderová                                    | 1:43:44                                                                                             | +5:51                                                                                               |
| 4.                                                                                                  | Švýcarsko                                                                                           | 1. Matthias Merz 2. Daniel Hubmann 3. Matthias Kyburz                                               | 1:43:39                                                                                             | +1:52                                                                                               | 4.                                                                                                  | Švédsko                                                                                             | 1. Helena Janssonová 2. Annika Billstamová 3. Tove Alexanderssonová                                 | 1:43:58                                                                                             | +6:05                                                                                               |
| 5.                                                                                                  | Finsko                                                                                              | 1. Mårten Boström 2. Jani Lakanen 3. Tero Föhr                                                      | 1:44:55                                                                                             | +3:08                                                                                               | 5.                                                                                                  | Česko                                                                                               | 1. Vendula Haldinová 2. Eva Juřeníková 3. Dana Šafka Brožková                                       | 1:45:48                                                                                             | +7:55                                                                                               |
| 6.                                                                                                  | Norsko                                                                                              | 1. Øystein Kvaal Østerbø 2. Carl Godager Kaas 3. Magne Dæhli                                        | 1:45:00                                                                                             | +3:13                                                                                               | 6.                                                                                                  | Rusko                                                                                               | 1. Galina Vinogradovová 2. Irina Nybergová 3. Taťána Rjabkinová                                     | 1:46:29                                                                                             | +8:36                                                                                               |
| Oficiální výsledky: muži i ženy                                                                     | | | | | | | | | |

## Česká seniorská reprezentace na MS
Nominační závody české reprezentace se konaly 30. května – 2. června 2013 na závodech (WRE Itálie Barricata, WRE Itálie Asiago).
Nominovaní byli:
Ženy: ♦ Dana Šafka Brožková (nar. 1981, klub SC Jičín) L, M, R ♦ Iveta Duchová (1986, Lokomotiva Pardubice) S ♦ Eva Juřeníková (1978, Halden SK) L, M, R ♦ Ivana Bochenková (1989, SC Jičín) S, M ♦ Vendula Haldin (1981, Halden SK) M, R ♦ Jana Knapová (1990, Lokomotiva Pardubice) S ♦ Tereza Novotná (1992, OK99 Hradec Králové) S ♦ Michaela Omová (1981, TJ Turnov) L
Muži: ♦ Tomáš Dlabaja (1983, TJ Turnov) S, M, R ♦ Vojtěch Král (1988, Severka Šumperk) S, M ♦ Štěpán Kodeda (1988, SC Jičín) L ♦ Jan Procházka (1984, Praga Praha) S, M, R ♦ Jan Petržela (1992, OK99 Hradec Králové) L ♦ Jan Šedivý (1984, Praga Praha) L, R 
| Muži                       | Muži                       | Muži                       | Muži                       | Muži                       | Ženy                        | Ženy                        | Ženy                        | Ženy                        | Ženy                        |
| -------------------------- | -------------------------- | -------------------------- | -------------------------- | -------------------------- | --------------------------- | --------------------------- | --------------------------- | --------------------------- | --------------------------- |
| - Umístění českých seniorů | - Umístění českých seniorů | - Umístění českých seniorů | - Umístění českých seniorů | - Umístění českých seniorů | - Umístění českých seniorek | - Umístění českých seniorek | - Umístění českých seniorek | - Umístění českých seniorek | - Umístění českých seniorek |
| Jméno                      | Sprint                     | Middle                     | Long                       | Štafety                    | Jméno                       | Sprint                      | Middle                      | Long                        | Štafety                     |
| Tomáš Dlabaja              | Q16. místo                 | 20. místo                  | X                          | 9. místo                   | Dana Šafka Brožková         | X                           | 24. místo                   | 13. místo                   | 5. místo                    |
| Miloš Nykodým              | 37. místo                  | X                          | X                          | X                          | Iveta Duchová               | 13. místo                   | X                           | X                           | X                           |
| Štěpán Kodeda              | X                          | X                          | 18. místo                  | X                          | Eva Juřeníková              | X                           | 25. místo                   | 12. místo                   | 5. místo                    |
| Jan Procházka              | 10. místo                  | 21. místo                  | X                          | 9. místo                   | Jana Knapová                | Q16. místo                  | X                           | X                           | X                           |
| Jan Petržela               | X                          | X                          | 29. místo                  | X                          | Vendula Haldin              | X                           | 17. místo                   | X                           | 5. místo                    |
| Jan Šedivý                 | X                          | Q21. místo                 | 16. místo                  | 9. místo                   | Tereza Novotná              | 22. místo                   | X                           | X                           | X                           |
|                            |                            |                            |                            |                            | Michaela Omová              | X                           | X                           | 35. místo                   | X                           |

## Medailová klasifikace podle zemí
Úplná medailová tabulka:
| Medailová klasifikace podle zemí | Medailová klasifikace podle zemí | Medailová klasifikace podle zemí | Medailová klasifikace podle zemí | Medailová klasifikace podle zemí | Medailová klasifikace podle zemí |
| Umístění                         | Země                             | Zlato                            | Stříbro                          | Bronz                            | Součet                           |
| -------------------------------- | -------------------------------- | -------------------------------- | -------------------------------- | -------------------------------- | -------------------------------- |
|                                  | Švýcarsko                        | 3                                | -                                | 1                                | 4                                |
|                                  | Rusko                            | 2                                | -                                | -                                | 2                                |
|                                  | Finsko                           | 1                                | 2                                | 2                                | 5                                |
| 4.                               | Francie                          | 1                                | 1                                | -                                | 2                                |
| 5.                               | Norsko                           | 1                                | -                                | -                                | 1                                |
| 6.                               | Švédsko                          | -                                | 4                                | 3                                | 7                                |
| 7.                               | Spojené království               | -                                | 1                                | -                                | 1                                |
| 8.                               | Lotyšsko                         | -                                | -                                | 1                                | 1                                |
| 8.                               | Ukrajina                         | -                                | -                                | 1                                | 1                                |